# Perdigão Queiroga
José Manuel Nobre Perdigão Queiroga (* 12. Mai 1916 in Évora; † 8. Mai 1980 in Alcoentre) war ein portugiesischer Filmregisseur und -produzent.

## Leben

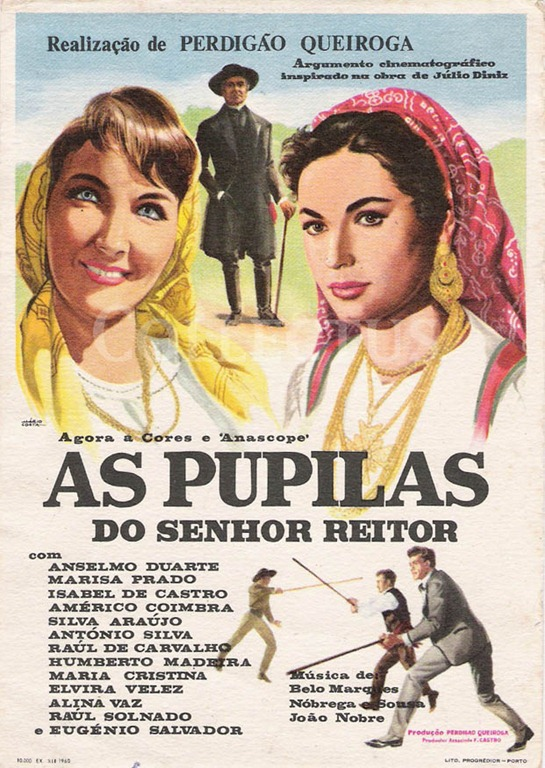
Filmplakat zu As Pupilas do Senhor Reitor (1961)

Er begann seine Kinokarriere als Assistent bei Filmen wie Aldeia da Roupa Branca (Chianca de Garcia 1938), Os Fidalgos da Casa Mourisca (Arthur Duarte 1938), O Pai Tirano (António Lopes Ribeiro 1941), oder auch João Ratão (Jorge Brum do Canto 1940), wo er auch eine Nebenrolle spielte. Weiter assistierte er bei O Pátio das Cantigas (Francisco Ribeiro 1941) und Lobos da Serra (Jorge Brum do Canto 1942) und übernahm in beiden auch die Kamera. Bei Manoel de Oliveiras Vorläufer des Neorealismus von 1942, Aniki Bóbó, assistierte er ebenfalls.
Er ging 1943 für Pathé in die USA zu den Paramount Studios und arbeitete nach seiner Rückkehr 1946 für die Produktionsfirma Lisboa Filmes. Dort erhielt er 1947 ein großzügiges Angebot für seine erste Spielfilm-Regiearbeit. Fado, História d’uma Cantadeira mit der Sängerin Amália Rodrigues, wurde ein kommerzieller Erfolg, und sorgte für eine weitere Etablierung und Weiterentwicklung des Fado. Er übernahm danach weiter Arbeiten auch für andere Regisseure, etwa den Schnitt von Arthur Duartes O Grande Elias (1950) oder die Kamera des Farbfilms A Costureirinha da Sé (Manuel Guimarães 1958). Seine nächsten eigenen Regiearbeiten Sonhar É Fácil (1951, mit António Silva als von der Stadt auf das Land ziehender Genossenschaftsgründer), das Klassenkonflikts-Melodram Madragoa von 1952, und die zeittypische Komödie Os Três da Vida Airada (1952) waren letzte populäre Höhepunkte des portugiesischen Unterhaltungsfilms, der sich nun zunehmend im Niedergang befand. Überholte Rezepte der etablierten Regisseure, fehlende der Zeit angemessene Drehbücher, und das aufkommende Fernsehen waren dafür Gründe. In dieser Phase gelang es auch Queiroga nicht, trotz anfänglichem Elan, dem portugiesischen Film neue Impulse geben. Seinen Farbfilm As Pupilas do Senhor Reitor drehte er 1961 als erster in Portugal in Cinemascope und er engagierte zwei Schauspieler aus Brasilien, um seine kommerziellen Möglichkeiten auf dem dortigen Markt zu erhöhen, doch weder kommerziell noch künstlerisch wurde der Film der gewünschte Erfolg.
Queiroga verlegte sich zunehmend auf die Produktion von Filmen und drehte selbst vermehrt Dokumentationen, auf Bestellung des Estado Novo-Regimes oder als Werbefilme für Unternehmen. Im Gegensatz zu den überzeugten Anhängern Salazars, den "Regisseuren des Regimes António Lopes Ribeiro und José Leitão de Barros, tat Queiroga dies jedoch nur zum Broterwerb und ohne besonderen Eifer, allerdings auch kritiklos. Er drehte nur noch zwei Spielfilme (O Parque das Ilusões und O Milionário, beide 1963), die ohne besondere Erwähnung der Kritik blieben.

## Filmografie

### Regisseur
| - 1971: Inverno em Portugal - 1970: Cela, Povoamento Sem Gravata - 1965: Póvoa de Varzim - 1964: Crimes na Cozinha - 1963: O Parque das Ilusões - 1963: Viagem Presidencial a Angola - 1963: O Milionário - 1962: A Pesca do Atum - 1961: As Pupilas do Senhor Reitor - 1961: Aço Português - 1961: A Criança Descobre o Acidente | - 1961: Bereza e Técnica - 1961: Luanda de Hoje - 1961: Luanda Dia-a-Dia - 1961: Museus e Pinturas - 1960: 29° Aniversário do Estatuto do Trabalho Nacional - 1960: Lacticínios da Madeira - 1960: O Mundo Salesiano - 1960: Portugal de Cristo - 1960: Um Problema - 1960: Viagem do Presidente ao Norte - 1960: Visor em Tavira | - 1959: Vinho do Porto - 1958: Arouca - 1956: Ribatejo - 1953: Planície Heróica - 1953: Perspectivas de Beja - 1952: Os Três da Vida Airada - 1952: Madragoa - 1952: Aveiro - 1951: Sonhar É Fácil - 1947: Fado, História d’uma Cantadeira - 1947: Porto, Metrópole do Trabalho |

### Produzent
| - 1975: Como Nasce Um Lençol - 1971: Traição Inverosímil - 1970: As Ilhas do Meio do Mundo - 1965: Momento Desportivo - 1965: Póvoa de Varzim - 1964: Crimes na Cozinha - 1964: Sobre o Mar e Sobre a Terra - 1963: O Parque das Ilusoes | - 1962: Martes y trece - 1962: A Pesca do Atum - 1961: Aço Português - 1961: Beleza e Técnica - 1961: Luanda de Hoje - 1961: Siderurgia Nacional - 1960: 29° Aniversário do Estatuto do Trabalho Nacional - 1960: O Mundo Salesiano | - 1960: Portugal de Cristo - 1960: Um Problema - 1960: Visor em Tavira - 1957: Passeio às Caldas - 1953: Planície Heróica - 1953: Perspectivas de Beja |

| - 1971: Traição Inverosímil - 1962: O Milionário - 1953: Planície Heróica - 1952: Os Três da Vida Airada - 1952: Sonhar É Fácil - 1947: Fado, História d’uma Cantadeira | - 1966: Operação Estupefacientes - 1964: Pão, Amor e… Totobola - 1963: O Parque das Ilusoes - 1959: A Costureirinha da Sé - 1957: A Raínha Isabel II em Portugal - 1941: O Pai Tirano (im Abspann unerwähnt) | - 1962: O Milionário - 1953: Planície Heróica - 1952: Os Três da Vida Airada - 1952: Madragoa - 1951: Sonhar É Fácil - 1947: Fado, História d’uma Cantadeira |

### Drehbuch
- 1962: O Milionário
- 1961: As Pupilas do Senhor Reitor
- 1953: Planície Heróica
- 1952: Os Três da Vida Airada
- 1951: Sonhar É Fácil